# سیرن سوندبی
سیرن سوندبی (انگلیسی: Siren Sundby؛ زادهٔ ۲ دسامبر ۱۹۸۲) قایقران قایق بادبانی اهل نروژ است.